# Grupa Pancerna M „Leonessa”
Grupa Pancerna M „Leonessa” (wł. Gruppo Corazzato M "Leonessa")  – jednostka wojskowa Sił Zbrojnych RSI pod koniec II wojny światowej.

## Historia
Grupa została sformowana w Montichiari pod koniec września 1943 r. na bazie Divisione Corazzata Legionaria „Centauro”. Wchodziła w skład Republikańskiej Gwardii Narodowej (GNR). Liczyła początkowo ponad 800 żołnierzy. Na jej czele stanął ppłk Ferdinando Tesi. Na początku wyposażenie grupy w sprzęt pancerny było słabe, w związku z czym ppłk F. Tesi objeżdżał całe terytorium Włoskiej Republiki Socjalnej (RSI) w jego poszukiwaniu. W poł. października nowym dowódcą został ppłk Swich Priamo. W styczniu 1944 r. przeprowadzono reorganizację grupy. Napłynęli nowi ochotnicy, dzięki czemu zwiększyła się jej liczebność. 1 lutego tego roku włoscy pancerniacy uczestniczyli w uroczystej paradzie ulicami Bresci. 1 marca grupę przeniesiono do Turynu w celu wzmocnienia sił podległych dowództwu prowincjonalnemu GNR na obszar Piemontu. Nadal przybywali ochotnicy, a także uzyskano nowy sprzęt pancerny i artyleryjski. W rezultacie sformowano cztery nowe kompanie, zgrupowane w Comando-Distaccamento di Milano, dwa pododdziały remontowe i wzmocniony Batalion „M” Venezia Giulia. Grupa podjęła walkę z partyzantami, którzy podchodzili pod sam Turyn i atakowali konwoje jeżdzące autostradą do Mediolanu. W lipcu działała w Apeninach w rejonie Parma-Piacenza-Val Trebbia. W sierpniu przeniesiono ją do Doliny d'Aosta. Pod koniec grudnia grupę przemianowano na Gruppo Corazzato M „Leonessa”. Ataki bombowe aliantów w marcu i kwietniu 1945 r. na szyby naftowe w rejonie Mediolanu, które doprowadziły do ich zniszczenia, spowodowały faktyczne unieruchomienie sprzętu pancernego grupy. 5 maja w rejonie Strambino Romano włoscy pancerniacy poddali się wojskom alianckim.

## Sprzęt pancerny grupy
- 35 średnich czołgów M13/40, M14/41 i M15/42,
- 5 lekkich czołgów L6/40,
- 16 tankietek L3/33 i L3/35,
- 1 działo samobieżne Semovente L40 da 47/32,
- 1 zdobyczny samochód pancerny Daimler Dingo,
- 18 samochodów pancernych Autoblinda 41,
- 2 samochody pancerne Autoblinda 43,
- 10 samochodów pancernych Autoblinda Zerbino,
- 3 ciężko opancerzone samochody,
- 2 lekko opancerzone samochody.